# Tony's Chocolonely
 (janvier 2024).
Tony's Chocolonely est une entreprise de confiserie néerlandaise fondée en 2005 qui produit et vend du chocolat. En 2018, la part de marché de l'entreprise aux Pays-Bas était de 18 pour cent, ce qui en fait l'un des plus grands fabricants de chocolat du pays.

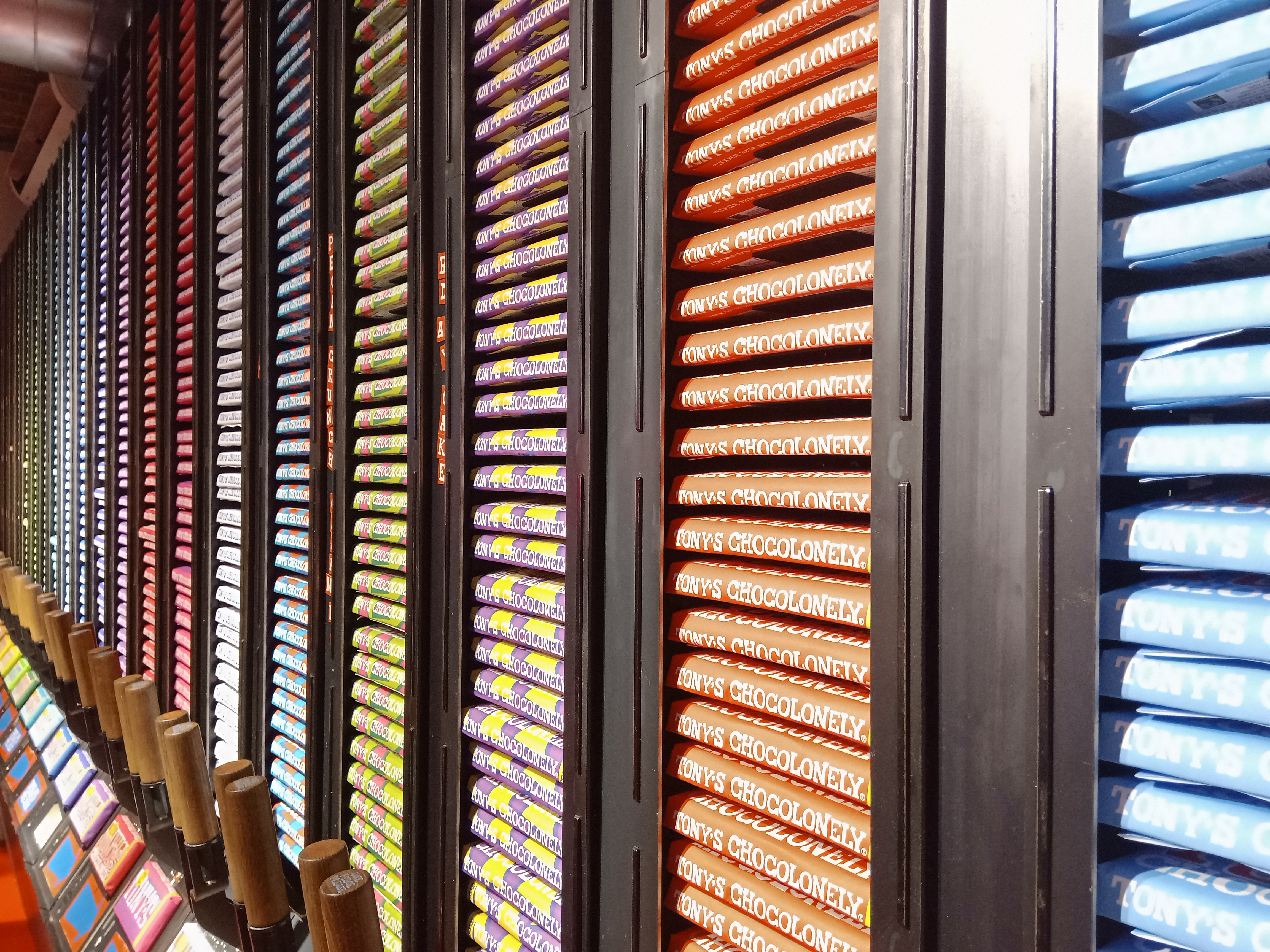
Boutique Tony's Chocolonely d'Amsterdam.
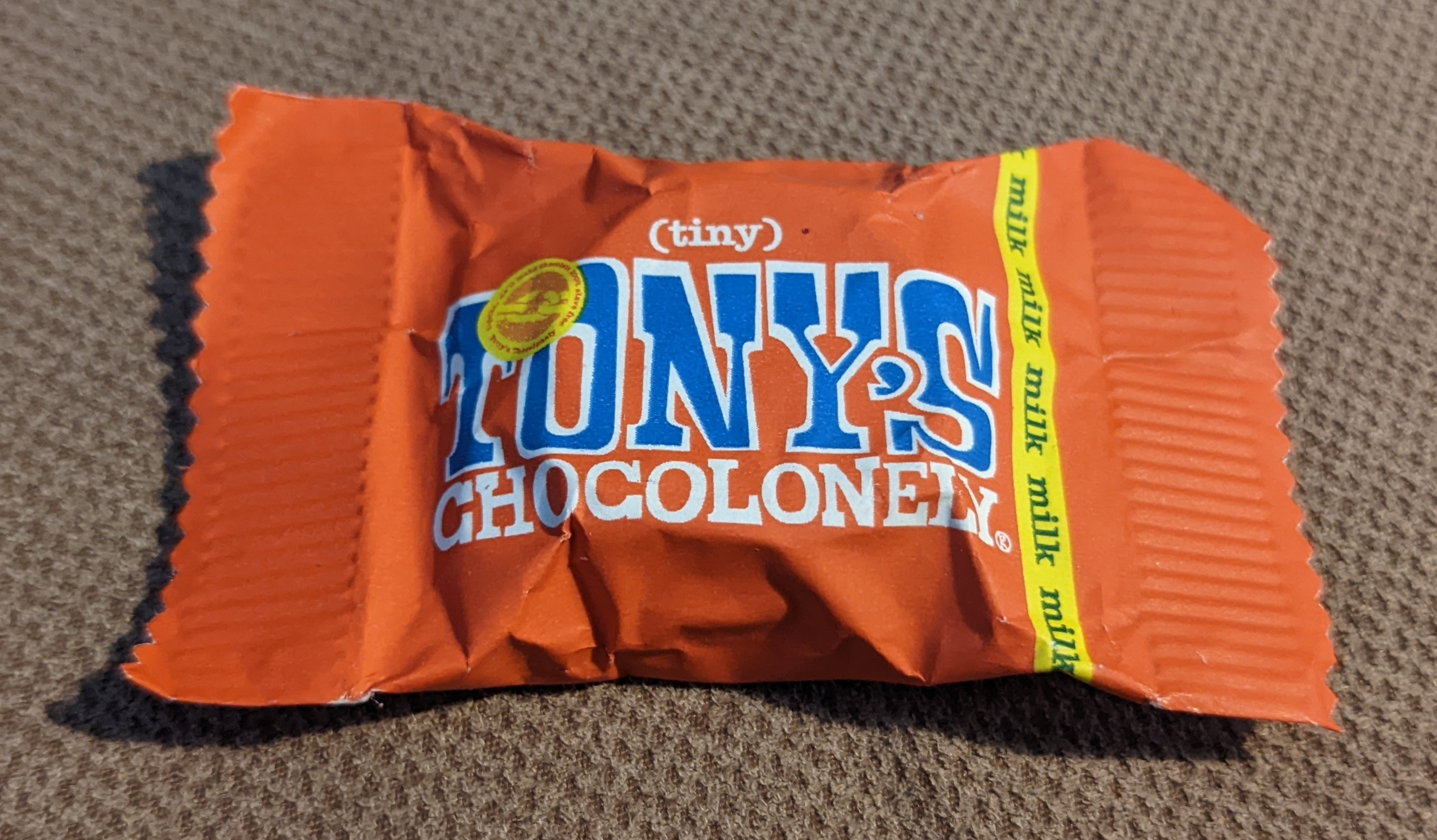
Mini Milk Tony's Chocolonely.